# Plačka

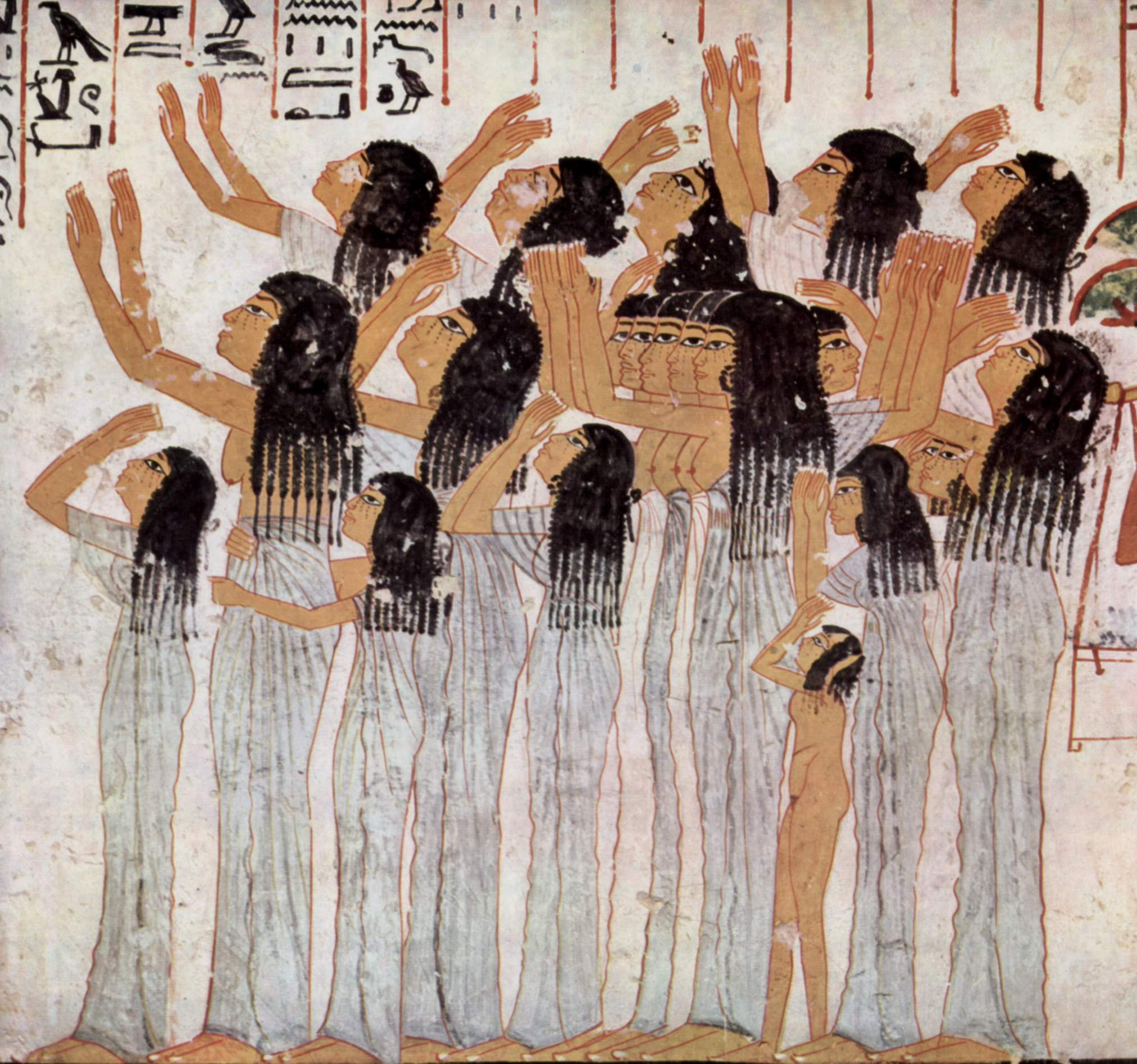
Plačky na starověké egyptské malbě

Plačka je označení pro ženu, jejímž úkolem bylo (či je) plakat a naříkat zdarma, nebo za určitý finanční obnos. Mužským protějškem plačky je oplakávač. Plačky a oplakávači byli nejčastějšími účastníky pohřbů ve starověku, a v Evropě od středověku do baroka, v nové době ubývají.
Plačky dodnes najdeme v některých zemích Evropy (Balkán, Moldávie, Zakarpatská Ukrajina, Rusko, Sicílie), a ve venkovských regionech se soudržnými společenskými komunitami či početnými rodinami křesťanské víry (zejména v pravoslaví) nebo ve společnostech židovské víry.
Plačky přicházely či přicházejí k truchlení za zemřelého
- protože patřil do jejich komunity, například v římskokatolické církvi byl členem pohřebního bratrstva při farním kostele nebo při klášteře, členové měli takovou povinnost.
- řeholnice – řádové sestry se účastnily pohřební vigilie za zemřelého z povinnosti, vyplývající z jejich řeholního slibu. Pláčem a modlitbou se přimlouvaly za duši v očistci.
- od starověku byly najímány zejména v oblasti Středozemí, Blízkého a Středního východu, ale dnes se jedná spíše o historické povolání.